# ژان هوگو
ژان هوگو (انگلیسی: Jean Hugo; ۱۹ نوامبر ۱۸۹۴ – ۲۱ ژوئن ۱۹۸۴) هنرمند، نقاش، طراح تئاتر و نویسنده اهل فرانسه بود.
وی همچنین برندهٔ جوایزی همچون لژیون دونور (افسر) شده‌است.

## زندگی‌نامه
ژان هوگو در ۱۹ نوامبر ۱۸۹۴ در پاریس متولد شد و در ۲۱ ژوئن ۱۹۸۴ در خانه خود در نزدیکی لونل، فرانسه، درگذشت. او نوه بزرگ ویکتور هوگو بود و در یک محیط هنری پر جنب و جوش به صورت خودآموز طراحی و نقاشی را فراگرفت و از سنین جوانی کار نویسندگی مقالات و شعر را شروع کرد.
ژان هوگو عمدتاً به خاطر نقاشی‌های کوچک وساده اش با رنگ روغن و گواش شناخته می‌شود. او همچنین در طول سال‌های فعالیت خود به تصویرگری کتاب، طراحی صحنه، نقاشی‌های دیواری پرداخت.
او بخشی از محافل هنری بود، شامل: ژان کوکتو، ریمون رادیگه، پابلو پیکاسو، ژرژ اوریک، اریک ساتی، بلز ساندرار، پل الوار، فرانسیس پولنک، شارل دولن، لویی ژووه، کولت، مارسل پروست، ژاک ماریتن، ماکس ژاکوب، کارل تئودور درایر، ماری بل، لوئیز دو ویلمورن، سیسیل بیتون و تعدادی دیگر.